# Johann Jacob Tischbein
Johann Jacob Tischbein (* 21. Februar 1725 in Haina (Kloster); † 22./23. August 1791 in Lübeck) war ein deutscher Maler aus der bekannten Künstlerfamilie Tischbein, bekannt auch als Lübecker Tischbein.

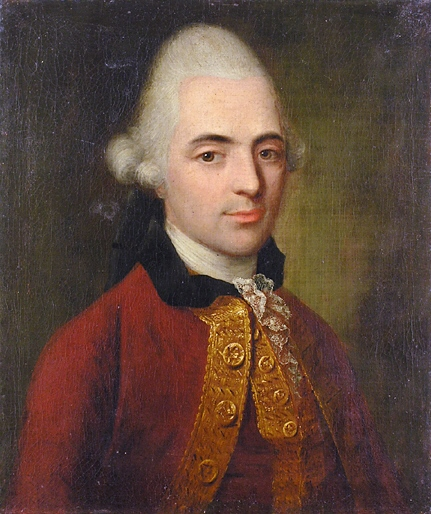
J. J. Tischbein: Porträt Johann Caspar Lindenberg

Johann Jacob Tischbein war der sechste Sohn des Hainaer Hospitalbäckers Johann Heinrich Tischbein (1682–1764). Er erlernte zunächst in Kassel die Tapetenmalerei, schuf aber auch Gemälde. Tischbein heiratete eine Tochter des Malers Johann Dietrich Lilly. Er war in Hamburg und ab 1775 in Lübeck tätig.
Er war verheiratet mit Magdalene Gertrud Lilly. Sein Sohn August Albrecht Christian Tischbein wurde ebenfalls Maler und Lithograph. Auch seine Tochter Sophia war eine Malerin.
Johann Jacob war der Lehrer seines Neffen Johann Heinrich Wilhelm Tischbein, bekannt als Goethe-Tischbein.

## Museumsbesitz
- Hamburger Kunsthalle
- Museum für Kunst und Kulturgeschichte der Hansestadt Lübeck